# Knodus heteresthes
Knodus heteresthes är en fiskart som först beskrevs av Eigenmann, 1908.  Knodus heteresthes ingår i släktet Knodus och familjen Characidae. Inga underarter finns listade i Catalogue of Life.